# 野島康三
野島 康三（のじま やすぞう、1889年2月12日 - 1964年8月14日）は、日本の戦前期を代表する写真家のひとり。埼玉県浦和市（現：さいたま市）生まれ。特に、ポートレイトやヌード写真に長ける。
初期のピクトリアリスムの重厚な絵画的な作品から、のちにストレートな表現に移行した。

## 生涯
1889年2月12日に埼玉県浦和宿（のち浦和市）の銀行家の家系に生まれる。慶應義塾大学卒業。戦前の1929年（昭和4年）に、国画会に「裸婦作品」などを出品した。
岸田劉生、梅原龍三郎、万鉄五郎、富本健吉らの後援者だった。また、岸田劉生、梅原龍三郎らの美術コレクターでもあり、1919年に東京神田神保町に「兜屋画廊」を開廊し、各種展覧会（旧フュウザン会、日本創作版画協会の作家など）を開催（同画廊閉廊後は、自邸にて）するとともに、美術家たちへの資金的な援助も行った。
東京写真研究会でも活躍した。
1932年に中山岩太、木村伊兵衛とともに雑誌『光画』創刊。1939年には国画会に福原信三とともに写真部創設などの活動を行う。

## 代表写真作品
仏手柑1930年作。果物の仏手柑を写した静物写真。172mmx275mm、ブロムオイルプリント。本作品の影響の元に、森村泰昌氏が作品（フィンガー・シュトロン（ノジマ）1-4）を作成している。
細川ちかこ1932年作。極めて大胆なトリミングにより、顔の右半分と頭を断ち切り、むしろ、顔に当てた左手を中心に据えたようなポートレイト。

## 写真集
- 野島康三写真集（赤々舎、2009年）

## 主要展覧会
- 生誕120年　野島康三展　ある写真家が見た日本近代（京都国立近代美術館・2009年7月28日（火）～8月23日（日））
- 生誕120年 野島康三−肖像の核心展（渋谷区立松濤美術館・2009年9月29日（火）～11月15日（日））

## 書籍
- 「野島康三とレディス・カメラ・クラブ」展図録／渋谷区立松濤美術館／1993年
- アルフレッド・スティーグリッツと野島康三」展図録／東京国立近代美術館／1997年
- 野島康三（日本の写真家・第4巻）／岩波書店／1998年
- 渋谷区立松濤美術館所蔵 野島康三と資料集（渋谷区立松濤美術館、2009年）